# How I Got Over
How I Got Over je deváté studiové album americké skupiny The Roots, vydané v červnu 2010 prostřednictvím vydavatelství Def Jam Recordings. Album produkovali Black Thought, Questlove, Dice Raw a Rick Friedrich a podíleli se na něm zpěváci Amber Coffman, Angel Deradoorian, John Legend, Phonte nebo Joanna Newsom. V žebříčku Billboard 200 se umístilo na šesté příčce a během prvního týdne se prodalo 51 000 výlisků tohoto alba.

## Seznam skladeb
| Pořadí | Název                          | Délka |
| ------ | ------------------------------ | ----- |
| 1.     | A Peace of Light               | 1:50  |
| 2.     | Walk Alone                     | 3:55  |
| 3.     | Dear God 2.0                   | 3:52  |
| 4.     | Radio Daze                     | 4:16  |
| 5.     | Now or Never                   | 4:34  |
| 6.     | How I Got Over                 | 3:36  |
| 7.     | DillaTUDE: The Flight of Titus | 0:42  |
| 8.     | The Day                        | 3:44  |
| 9.     | Right On                       | 3:36  |
| 10.    | Doin' It Again                 | 2:24  |
| 11.    | The Fire                       | 3:41  |
| 12.    | Tunnel Vision                  | 0:40  |
| 13.    | Web 20/20                      | 2:46  |
| 14.    | Hustla                         | 2:56  |